# Welterbe in Portugal
Zum Welterbe in Portugal gehören (Stand 2023) 17 UNESCO-Welterbestätten, davon 16 Kulturerbestätten und eine Naturerbestätte. Portugal hat die Welterbekonvention 1980 ratifiziert, die erste Welterbestätte wurden 1983 eingetragen. Die bislang letzte Welterbestätte in Portugal wurde 2019 in die Welterbeliste aufgenommen.

## Welterbestätten
Diese Tabelle listet die UNESCO-Welterbestätten in Portugal in chronologischer Reihenfolge nach dem Jahr ihrer Aufnahme in die Welterbeliste (K – Kulturerbe, N – Naturerbe, K/N – gemischt, (G) – auf der Liste des gefährdeten Welterbes). Zwölf Stätten liegen auf dem portugiesischen Festland, zwei Stätten auf den Azoren und eine Stätte auf Madeira.
| Bild                                                                                                   | Bezeichnung                                                                                                   | Jahr       | Typ | Ref. | Beschreibung |
| --- | --- | ---------- | --- | ---- | --- |
| Stadtzentrum von Angra do Heroísmo auf den Azoren                                                      | Stadtzentrum von Angra do Heroísmo auf den Azoren (Lage)                                                      | 1983       | K   | 206  | Angra do Heroísmo ist die älteste Stadt der Azoren und bekam ihr Stadtrecht durch eine Carta Régia im Jahre 1534. Angra war eine wichtige Zwischenstation für den Transatlantik- und Ostasienhandel. |
| Hieronymuskloster und Turm von Belém in Lissabon                                                       | Hieronymuskloster und Turm von Belém in Lissabon                                                              | 1983       | K   | 263  | Das Mosteiro dos Jerónimos (deutsch auch Hieronymuskloster) (Lage). ist ein Bauwerk im Stadtteil Belém. Der Torre de Belém (deutsch Turm von Belém) (Lage) ist eines der bekanntesten Wahrzeichen Lissabons. Beide Bauwerke gelten als bedeutende Beispiele der Manuelinik. |
| Kloster Batalha                                                                                        | Kloster Batalha                                                                                               | 1983       | K   | 264  | Das Mosteiro da Batalha, auch Kloster von Batalha ist ein Dominikaner-Kloster in der Stadt Batalha und stammt aus dem 14. bis 16. Jahrhundert. Es wurde zum Dank für den Sieg Portugals über das Königreich Kastilien in der Schlacht von Aljubarrota im Laufe von circa 150 Jahren errichtet. |
| Christuskloster in Tomar                                                                               | Christuskloster in Tomar                                                                                      | 1983       | K   | 265  | Der Convento de Cristo (deutsch Christuskloster) in Tomar ist eine 1162 von Tempelrittern gegründete ehemalige Wehr-Klosteranlage. Ihr Kernstück ist noch immer die alte Rundkirche, die im Inneren einen weiteren oktogonalen Bau beherbergt. Zum Welterbe gehört auch das Kastell von Tomar. |
| Historisches Zentrum von Évora                                                                         | Historisches Zentrum von Évora (Lage)                                                                         | 1986       | K   | 361  | Die Gründung der Stadt geht auf die Zeit der römischen Besatzung zurück, der gut erhaltene Dianatempel mit seinen monumentalen Säulen zeugt noch heute vom römischen Erbe. Im Jahre 715 wurde Évora von den Mauren erobert und mit Burg und Moschee ausgebaut. Nach der Rückeroberung 1165 in der Reconquista wurde bis 1204 die Kathedrale von Évora errichtet, weiter wurde mit Unterstützung des Ritterordens die bis heute erhaltene Stadtmauer erbaut. Im 15. Jahrhundert entstanden durch die Residenz der Könige bedeutende Klöster, im 16. Jahrhundert eine Jesuiten-Universität. |
| Kloster Alcobaça                                                                                       | Kloster Alcobaça                                                                                              | 1989       | K   | 505  | Das ehemalige Zisterzienserkloster der Heiligen Maria von Alcobaça ist eine der größten Klosteranlagen Portugals mit der auch heute noch größten Kirche des Landes |
| Kulturlandschaft Sintra                                                                                | Kulturlandschaft Sintra                                                                                       | 1995       | K   | 723  | Sintra ist eine Kleinstadt in Portugal, etwa 25 km westlich von Lissabon. Bekannt ist der Ort vor allem durch seine zum Teil jahrhundertealten Paläste, die Touristen aus aller Welt anlocken. |
| Historisches Zentrum von Porto, Brücke Luiz I und Kloster Serra do Pilar                               | Historisches Zentrum von Porto, Brücke Luiz I und Kloster Serra do Pilar                                      | 1996       | K   | 755  | Porto wird wegen der zahlreichen Barockkirchen auch als „Barockstadt“ bezeichnet. Niccolò Nasoni, Architekt italienischer Herkunft, sind alle wichtigen Barockbauten der Stadt zu verdanken. Das Bild der historischen Altstadt wird weniger von besonderen Einzelbauwerken geprägt als vielmehr von dem Gesamtgefüge einer erhaltenen Innenstadt. Charakteristisch sind die zahlreichen Bauten aus Granit. |
| Prähistorische Stätten der Felskunst im Côa-Tal und in Siega Verde                                     | Prähistorische Stätten der Felskunst im Côa-Tal und in Siega Verde                                            | 1998       | K   | 866  | An den Uferhängen des Flusses Côa wurden Ende der 1980er Jahre mehrere tausend Petroglyphen entdeckt, deren Alter auf teilweise über 25.000 Jahre geschätzt wird. Die in den Schiefergestein geritzten bildlichen und grafischen Darstellungen zeigen Auerochsen, Pferde, Hirsche, Steinböcke, aber auch Ziegen und Fische, auf einer Länge von über 17 Kilometern. Es ist eine Galerie unter freiem Himmel mit Darstellungen aus dem Paläolithikum, wie man sie bislang nur in geschützten Grotten und Höhlen vorgefunden hatte. (2010 um Siega Verde in Spanien erweitert)              |
| Laurisilva von Madeira                                                                                 | Laurisilva von Madeira                                                                                        | 1999       | N   | 934  | Der Lorbeerwald auf Madeira weist subtropische Pflanzenarten auf, die im klimatisch wärmeren Tertiär auch in Europa und im Mittelmeerraum (Südeuropa, Nordafrika und Südwestasien) heimisch waren. Während in Europa diese Pflanzen durch die Eiszeiten verschwanden und im Mittelmeerraum während der letzten Eiszeit, konnte sich diese Pflanzengesellschaft teilweise auf den Kanarischen Inseln sowie auf Madeira und den Azoren (Makaronesische Inseln) halten. |
| Historisches Zentrum von Guimarães und die Couros-Zone                                                 | Historisches Zentrum von Guimarães und die Couros-Zone                                                        | 2001, 2023 | K   | 1031 | Guimarães ist eine Stadt mit rund 52.000 Einwohnern im Norden von Portugal im Distrikt Braga. Hier soll Alfons I. (Afonso Henriques), der erste König Portugals, geboren sein, weswegen sie die erste Hauptstadt des Landes war und als „Wiege der Nation“ gilt. 1994 war nur die Burg nominiert. 2023 wurde die Welterbestätte um zwei Klosteranlagen und die Couros-Zone, die für die dort betriebene Ledergerberei bekannt ist, erweitert. |
| Weinregion Alto Douro                                                                                  | Weinregion Alto Douro                                                                                         | 2001       | K   | 1046 | Seit dem Paläolithikum siedeln hier Menschen. Bereits in der Bronzezeit wurden hier Getränke aus Weintrauben hergestellt, doch erst die Römer führten den eigentlichen Weinbau ein, der von den folgenden Sueben und Mauren fortgeführt und weiterentwickelt wurde. Somit wird seit über 2000 Jahren am Douro Wein angebaut. |
| Landschaft der Weinbaukultur auf der Insel Pico                                                        | Landschaft der Weinbaukultur auf der Insel Pico                                                               | 2004       | K   | 1117 | Der Weinberg ist in durch Wände geschützte Parzellen unterteilt. Die Wände sind aus Basaltblöcken ohne Mörtel gebaut. Mit dem Weinbau wurde im 15. Jahrhundert begonnen. |
| Garnisons- und Grenzstadt Elvas und ihre Befestigungsanlage                                            | Garnisons- und Grenzstadt Elvas und ihre Befestigungsanlage                                                   | 2012       | K   | 1367 | Das durch die Jahrhunderte umkämpfte und stetig weiter befestigte Elvas beherbergt die größten erhaltenen Bollwerk-Befestigungsanlagen der Welt. |
| Universität Coimbra – Alta und Sofia                                                                   | Universität Coimbra – Alta und Sofia                                                                          | 2013       | K   | 1387 | Die Universität Coimbra ist eine Forschungsuniversität in der Stadt Coimbra. Sie ist die älteste Universität des Landes und eine der ältesten in Europa. |
| Königlicher Gebäudekomplex von Mafra – Palast, Basilika, Kloster, Cerco-Garten und Jagdrevier (Tapada) | Königlicher Gebäudekomplex von Mafra – Palast, Basilika, Kloster, Cerco-Garten und Jagdrevier (Tapada) (Lage) | 2019       | K   | 1573 | Palast, Basilika, Konvent, Cerco-Garten und Jagdrevier (Tapada) in Mafra |
| Das Heiligtum des Bom Jesus do Monte in Braga                                                          | Das Heiligtum des Bom Jesus do Monte in Braga (Lage)                                                          | 2019       | K   | 1590 | Wallfahrtskirche auf einem Berg bei Braga |

## Tentativliste
In der Tentativliste sind die Stätten eingetragen, die für eine Nominierung zur Aufnahme in die Welterbeliste vorgesehen sind.

### Aktuelle Welterbekandidaten
Mit Stand 2025 sind 11 Stätten in der Tentativliste von Portugal eingetragen. Portugal hat 2017 seine Tentativliste vollständig neu eingereicht und alle alten Einträge gestrichen. 2025 wurden erneut 7 Einträge gestrichen.
| Bild                                                                          | Bezeichnung                                                                          | Jahr | Typ | Ref. | Beschreibung |
| ----------------------------------------------------------------------------- | ------------------------------------------------------------------------------------ | ---- | --- | ---- | --- |
| Mértola                                                                       | Mértola                                                                              | 2017 | K   | 6209 | |
| Vila Viçosa, herzögliche Renaissancestadt                                     | Vila Viçosa, herzögliche Renaissancestadt (Lage)                                     | 2017 | KN  | 6214 | Beinhaltet Vorschlag von 1982. Altstadt und Tapada Real Stätte ist für 2026 nominiert. |
| Ilhas Selvagens                                                               | Ilhas Selvagens                                                                      | 2017 | N   | 6217 | kleine unbewohnte Inselgruppe westlich der nordafrikanischen Atlantik-Küste |
| Bollwerkfestungen der „Raia“ (Grenze)                                         | Bollwerkfestungen der „Raia“ (Grenze)                                                | 2017 | K   | 6218 | geplante Erweiterung der Welterbestätte Grenz- und Garnisonsstadt Elvas mit ihren Befestigungen (Ref. 1367) um die Festungen von Marvão, Valença und Almeida Stätte ist für 2026 nominiert. |
| Aqueduto das Águas Livres                                                     | Aqueduto das Águas Livres (Lage)                                                     | 2017 | K   | 6221 | |
| Ensemble der architektonischen Werke Alvaro Sizas in Portugal                 | Ensemble der architektonischen Werke Alvaro Sizas in Portugal                        | 2017 | K   | 6224 | Werke des Architekten Álvaro Siza Vieira in folgenden Städten: Porto, Lisboa, Évora, Aveiro, Oliveira de Azeméis, Marco de Canavezes, Campo Maior, Leça da Palmeira, Matosinhos, Póvoa de Varzim, Vila do Conde, Ovar und Setúbal. Stätte ist für 2025 nominiert. |
| Pombalina in Lissabon                                                         | Pombalina in Lissabon                                                                | 2017 | K   | 6226 | Baixa Pombalina ist die Unterstadt und das historische Zentrum von Lissabon |
| Wüste der unbeschuhten Karmeliten und Bauensemble des Palace-Hotels in Buçaco | Wüste der unbeschuhten Karmeliten und Bauensemble des Palace-Hotels in Buçaco (Lage) | 2017 | K/N | 6227 | Als „Wüste“ bezeichneten die unbeschuhten Karmeliten ihre Klöster. 1628 wurde der Convento de Santa Cruz do Buçaco in der Serra do Buçaco gegründet. Nach der Auflösung der Orden in Portugal 1834 mussten die Mönche das Kloster verlassen. König Karl I. errichtete 1887 auf dem Gelände einen Sommerpalast, wozu ein Teil der Konventgebäude abgerissen wurde. 1909 wurde der Palast in das Luxushotel Palácio Hotel do Buçaco umgewandelt. |
| Hauptsitz und Gärten der Fundação Calouste Gulbenkian                         | Hauptsitz und Gärten der Fundação Calouste Gulbenkian                                | 2017 | K   | 6228 | Sitz der Stiftung von Calouste Gulbenkian, geplant durch den Landschaftsarchitekten Gonçalo Ribeiro Telles |
| Levadas auf der Insel Madeira                                                 | Levadas auf der Insel Madeira                                                        | 2017 | K   | 6230 | Levadas sind künstliche Wasserläufe auf der Insel Madeira, die der Wasserzufuhr zu landwirtschaftlich genutzten Gebieten dienen. Stätte ist für 2027 nominiert. |
| Mittelatlantischer Rücken                                                     | Mittelatlantischer Rücken                                                            | 2017 | N   | 6231 | |

### Ehemalige Welterbekandidaten
Diese Stätten standen früher auf der Tentativliste, wurden jedoch wieder zurückgezogen oder von der UNESCO abgelehnt. Stätten, die in anderen Einträgen auf der Tentativliste enthalten oder Bestandteile von Welterbestätten sind, werden hier nicht berücksichtigt.
| Bild                                                                      | Bezeichnung                                                               | Jahr      | Typ | Ref. | Beschreibung |
| ------------------------------------------------------------------------- | ------------------------------------------------------------------------- | --------- | --- | ---- | --- |
| Nationalpark Peneda-Gerês                                                 | Nationalpark Peneda-Gerês                                                 | 1982–1996 | K/N |      | einziger Nationalpark Portugals, 1971 gegründet, seit 2009 Biosphärenreservat der UNESCO |
| Naturpark Serra da Estrela                                                | Naturpark Serra da Estrela                                                | 1982–1996 | N   |      | Naturpark in der Serra da Estrela |
| Naturpark Montesinho                                                      | Naturpark Montesinho                                                      | 1982–1996 | N   |      | |
| Domus Municipalis in Bragança                                             | Domus Municipalis in Bragança (Lage)                                      | 1982–1996 | K   |      | ehemaliges Rathaus in Bragança |
| Castelo de Tomar                                                          | Castelo de Tomar                                                          | 1982–1996 | K   |      | um 1160 errichtetes Kastell des Templerordens, als Teil des Convento de Cristo eingetragen |
| Historisches Zentrum von Santarém                                         | Historisches Zentrum von Santarém                                         | 1996–2017 | K   | 562  | Historischer Stadtkern der Stadt Santarém |
| Die Stadt Marvão und der zerklüftete Berg, auf dem sie steht              | Die Stadt Marvão und der zerklüftete Berg, auf dem sie steht              | 2000–2017 | K   | 1428 | |
| Arrábida                                                                  | Arrábida                                                                  | 2004–2017 | N   | 1985 | |
| ICNITOS de Dinossáurios                                                   | ICNITOS de Dinossáurios                                                   | 2008–2017 | N   | 5255 | mit den Saurierfundstätten Serra de Aire und Vale de Meios im Parque Natural das Serras de Aire e Candeeiros sowie Pedra da Mua im Naturpark Arrábida                                                                                              |
| Historisches Lissabon, eine Weltstadt                                     | Historisches Lissabon, eine Weltstadt                                     | 2017–2025 | K   | 6208 | |
| Montado, eine Kulturlandschaft                                            | Montado, eine Kulturlandschaft                                            | 2017–2025 | K   | 6210 | |
| Route von Magellan. Als erster um die Welt                                | Route von Magellan. Als erster um die Welt                                | 2017–2025 | K   | 6212 | Stätten auf der Route der ersten Weltumseglung durch Ferdinand Magellan geplanter länderübergreifender Vorschlag mit Stätten in Uruguay, Argentinien, Brasilien, Kap Verde, Chile, Indonesien, Philippinen, Portugal, und Spanien.                 |
| Pilgerwege nach Santiago de Compostela: Wege in Portugal                  | Pilgerwege nach Santiago de Compostela: Wege in Portugal                  | 2017–2025 | K   | 6222 | in Portugal liegende Jakobswege nach Santiago de Compostela, umfasst die östliche Silberstraße, die portugiesische Zentralroute, die portugiesische Küstenroute, die portugiesische Ostroute, die portugiesische innere Route und die Torres-Route |
| Römisches Zentrum der Produktion von Salzfisch und Konservierung in Tróia | Römisches Zentrum der Produktion von Salzfisch und Konservierung in Tróia | 2017–2025 | K   | 6223 | |
| Südwestküste                                                              | Südwestküste                                                              | 2017–2025 | N   | 6225 | Die Küste erstreckt sich zwischen Burgau in der Gemeinde Budens und Sao Torpes. Sagres ist auch Teil des Vorschlags. z. B. Parque Natural do Sudoeste Alentejano e Costa Vicentina und der ehemalige Vorschlag Parque Natural da Ria Formosa       |
| Stätten der Globalisierung                                                | Stätten der Globalisierung                                                | 2017–2025 | K   | 6256 | Geplant ist eine transnationale Bewerbung. Zu den portugiesischen Vorschlägen zählen die Städte: Angra do Heroísmo, Funchal (Madeira Archipelago), Lagos, Sagres und das “Land des Prinzen”, Silves und Vila do Porto                              |